# Museu Curie

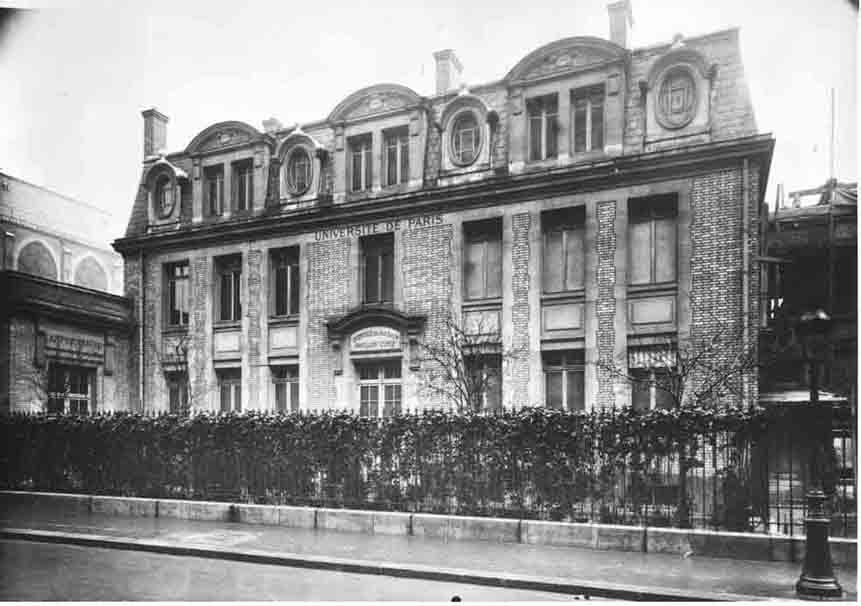
Façana de l'Institut del Radi, pavelló Curie, als anys 20, i actual seu del museu

El Museu Curie és a la planta baixa del Pavelló Curie, en un dels edificis més vells de l'Institut Curie. Aquest laboratori, erigit a pocs carrers del "cobert" on els Curie van descobrir el poloni i el radi el 1898, va ser construït especialment per a Marie Curie per la Universitat de París i l'Institut Pasteur entre 1911 i 1914. Aquí ella va desenvolupar el seu treball durant gairebé vint anys, i aquí també la seva filla i el seu gendre, Irène Joliot-Curie i Frédéric Joliot-Curie, van descobrir la radioactivitat artificial, per la qual ells van rebre el Premi Nobel de Química el 1935.
El Museu Curie, guardià d'aquest patrimoni institucional, allotja també el laboratori de química personal de Marie Curie i l'oficina del director, que va ser ocupada successivament per Marie Curie de 1914 a 1934, per André Debierne fins al 1946, per Irène Joliot-Curie fins 1956, i finalment per Frédéric Joliot. A la mort de Frédéric Joliot en 1958, els directors que el van succeir al capdavant del Laboratori Curie van desitjar preservar inalterada aquesta oficina. El Museu té una exposició permanent i un centre per a investigació històrica.